# Viticoltura in Marocco
La viticoltura in Marocco ha una lunga tradizione che risale all'Antichità ed è stata influenzata da diverse culture e civiltà. Nonostante la viticoltura marocchina abbia attraversato periodi di difficoltà, a partire dai primi anni del nuovo millennio è iniziata una vera e propria fase di rinascita grazie all'impegno di viticoltori locali e a un crescente interesse internazionale per i suoi vini.

## Storia

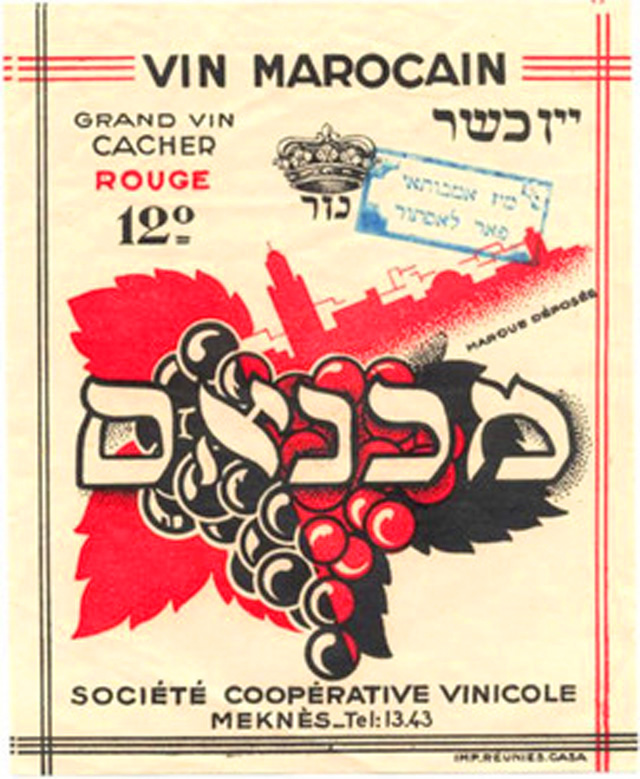
Scansione di una etichetta di vino marocchino kashèr – 1930

La viticoltura in Marocco ha radici antiche che risalgono all'epoca dei Fenici e dei Romani. I Fenici portarono le loro tecniche di vinificazione che furono ulteriormente sviluppate dai Romani che introdussero nuove varietà di viti e stabilirono un commercio di vino con le altre civiltà del Mediterraneo. Con l'arrivo degli Arabi nel Medioevo si ebbe a un rallentamento della viticoltura poiché l'Islam proibisce il consumo di alcol. Tuttavia, la produzione vinicola non scomparve mai del tutto, soprattutto nelle zone più isolate del paese.
Nel periodo coloniale la viticoltura marocchina subì una significativa evoluzione sotto l'influenza dei francesi che introdussero nuove tecniche e varietà di uva, dando impulso alla produzione. Dopo l'indipendenza nel 1956 la viticoltura marocchina attraversò una fase di stagnazione. Tuttavia, negli ultimi decenni, l'industria vinicola ha visto un rinnovato interesse con la creazione di nuove cantine e l'espansione delle esportazioni.

## Clima
Il clima del Marocco, caratterizzato da una grande varietà di microclimi, gioca un ruolo fondamentale nella viticoltura del paese. Le regioni vinicole marocchine beneficiano in gran parte di un clima mediterraneo, con inverni miti e estati calde, ma la vicinanza dell'Atlante e della costa offre anche un'ampia diversità di altitudini e temperature che favoriscono la coltivazione di diverse varietà di uve.
Le zone costiere godono di un clima più temperato grazie all'influenza dell'oceano, mentre le zone interne, come quelle vicino alle montagne dell'Atlante, hanno un clima più continentale, con ampie escursioni termiche tra giorno e notte, ideali per lo sviluppo di aromi complessi nelle uve.

## Zone vitivinicole
Le principali zone vitivinicole del Marocco si trovano nelle regioni di Fès-Meknès, Casablanca-Settat e nelle vallate circostanti che sono tra le più rinomate per la produzione di vino.
La regione di Meknès, situata nella parte centrale del Marocco, è storicamente la più importante area vitivinicola del paese. È conosciuta per le sue terre fertili e il clima ideale per la coltivazione delle viti. Meknès ospita anche alcune delle cantine più prestigiose del Marocco, come la Domaine des Ouled Thaleb e la Maison Bensaid. Nella zona di Fès, la viticoltura è tradizionalmente legata a pratiche artigianali, e i terreni sono particolarmente favorevoli alla produzione di vini bianchi di qualità. La regione di Casablanca, con il suo clima più temperato grazie all'influenza oceanica, è famosa per la produzione di vini freschi, leggeri e fruttati. La zona è in rapida crescita, e alcune cantine, come quella di La Fédération des Vins du Maroc, stanno facendo grandi passi nella modernizzazione delle tecniche di vinificazione.

## Vitigni
La viticoltura marocchina include una varietà di vitigni tradizionali e internazionali. I vitigni più coltivati in Marocco comprendono sia varietà autoctone che varietà importate.
- Vitigni autoctoni: Il Marocco ha alcuni vitigni locali, tra cui il Cinsault, che è molto diffuso nel paese. Anche il Furmit e il Grenache sono vitigni tradizionali che si adattano bene ai terreni e al clima marocchino[1].
- Vitigni internazionali: Negli ultimi anni sono state introdotte anche varietà internazionali come il Cabernet Sauvignon, il Syrah, e lo Chardonnay, che si sono adattate bene al clima locale e vengono utilizzate per produrre vini di alta qualità [2].

## Vini
I vini marocchini sono noti per la loro varietà e qualità che spaziano dai bianchi freschi e aromatici, ai rossi corposi e speziati.
- Vini rossi: I rossi marocchini, spesso realizzati con varietà come il Cabernet Sauvignon, il Syrah e il Grenache, sono generalmente ben strutturati, con note di frutta rossa e spezie. Le regioni come Meknès sono famose per i loro vini rossi ricchi e corposi[2].
- Vini bianchi: I bianchi marocchini, prodotti principalmente da uve come il Chardonnay, sono freschi e aromatici, con una buona acidità, e spesso presentano note di frutta tropicale e agrumi[4].
- Vini rosé: Il Marocco produce anche vini rosé, che sono freschi e fruttati, ideali per il clima caldo del paese[3].

Nel complesso, la viticoltura marocchina sta vivendo un periodo di rinascita con un crescente interesse per i suoi vini sia a livello nazionale che internazionale. Grazie a tecniche moderne, una varietà di terroir e una tradizione millenaria, il Marocco sta guadagnando sempre più attenzione nel panorama vinicolo globale.